# Vorstengraf (Blučina)

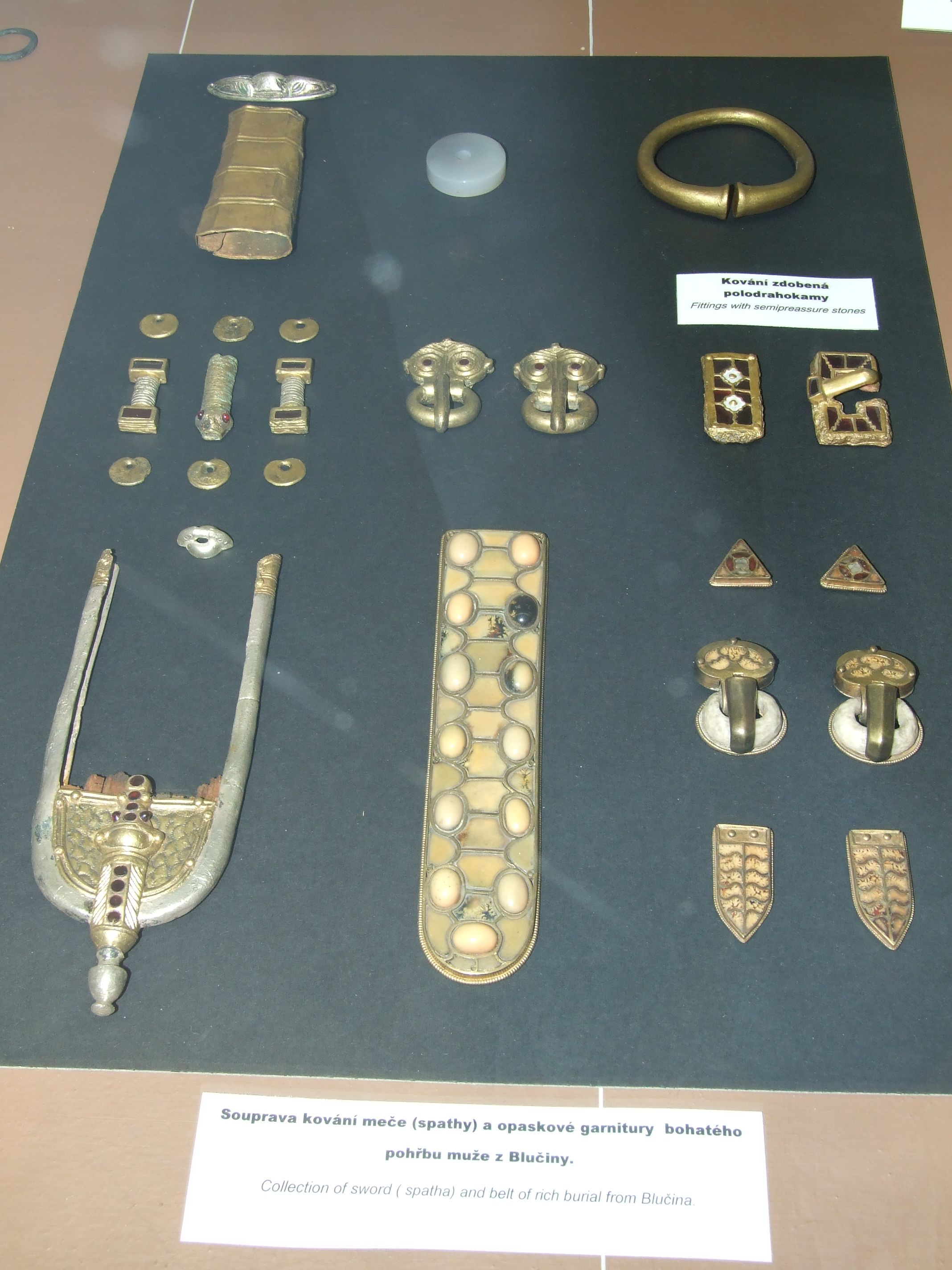
De spartha (zwaard) en riem uit het Vorstengraf Blučina in het Nationaal Museum (Praag)

Het Vorstengraf Blučina is een vorstengraf uit de tijd van de Grote Volksverhuizing. Het vorstengraf werd in 1953 door Karel Tihelka opgegraven.
De grafheuvel werd in de 5e eeuw opgeworpen in Blučina, Tsjechië. In deze periode was er politieke onrust door de dood van Attila de Hun.
In de grafheuvel werden de overblijfselen van een Germaanse man gevonden, die in de dertig was toen hij stierf.
Als grafgift werden een zwaard (spartha), een sax, een boog, een zadel en drie groene glazen vaten meegegeven. Ook werden sieraden gevonden, waaronder een armring van 50 solidus.
Het zwaard is een zeldzaam voorbeeld van een spatha van het Alemannische type, met gouden gevest. Soortgelijke spartha's werden gevonden in Pleidelsheim en Villingendorf